# 云南师范大学

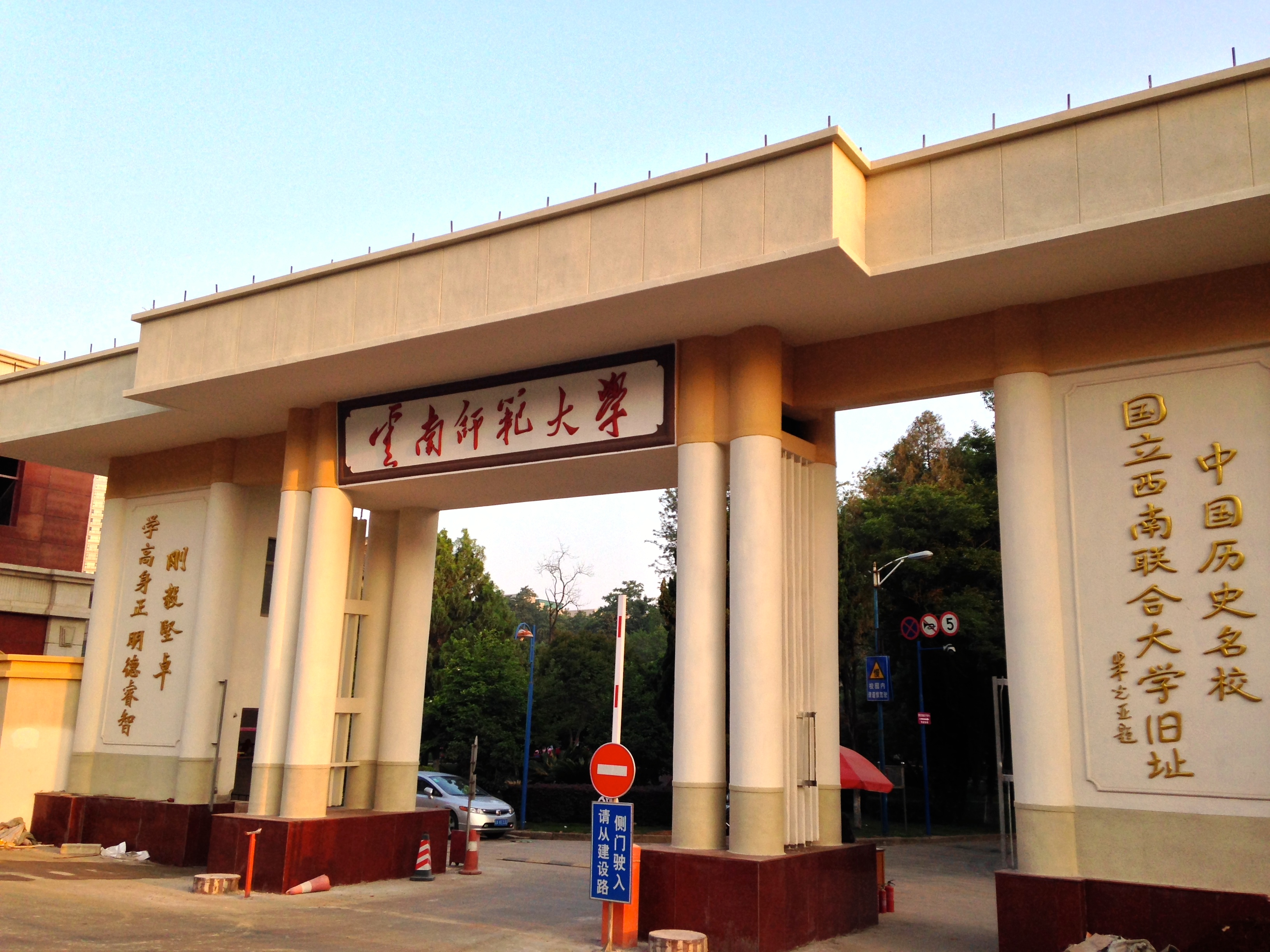
云南师范大学一二·一西南联大校区正门

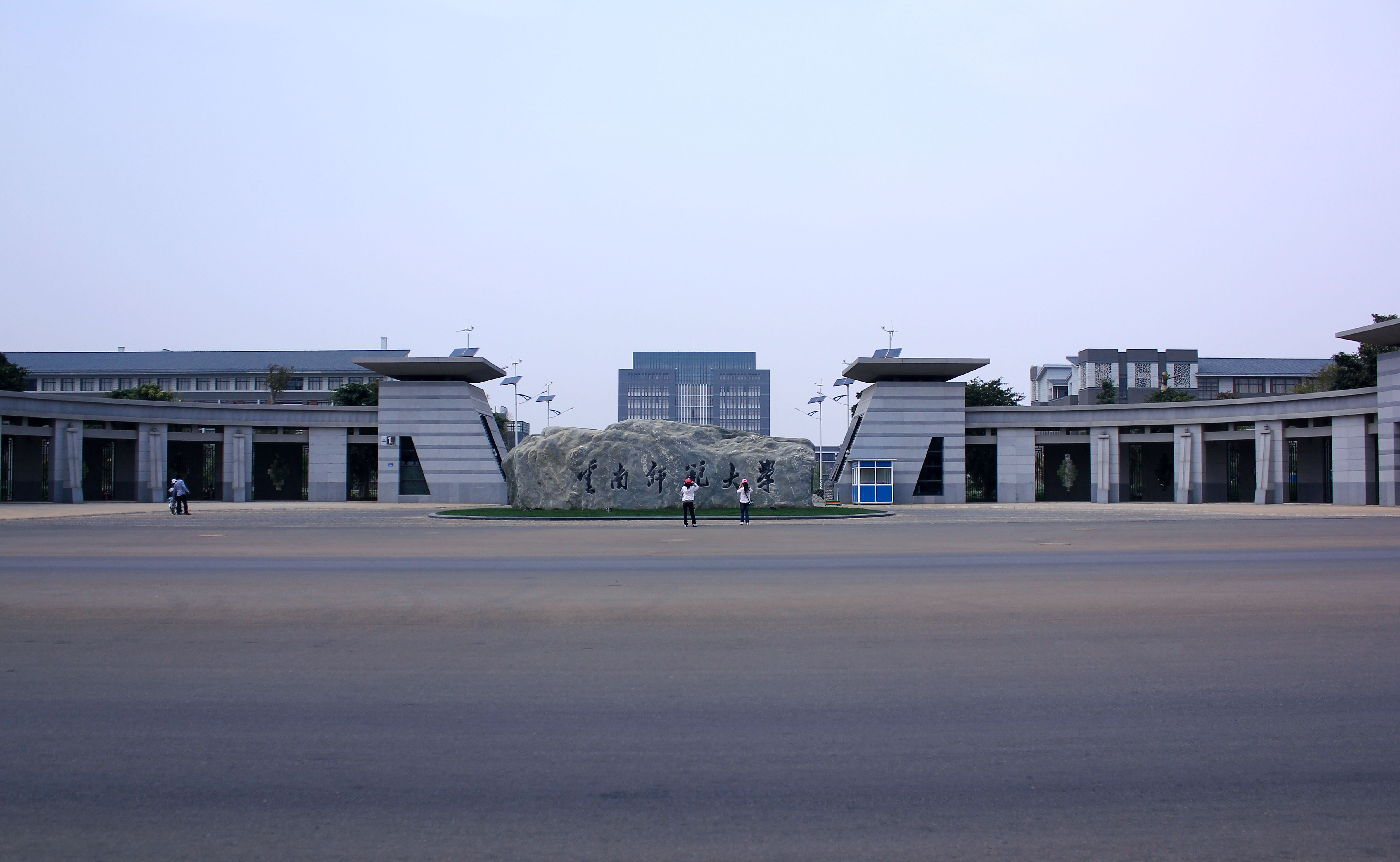
云南师范大学校呈贡主校区正门

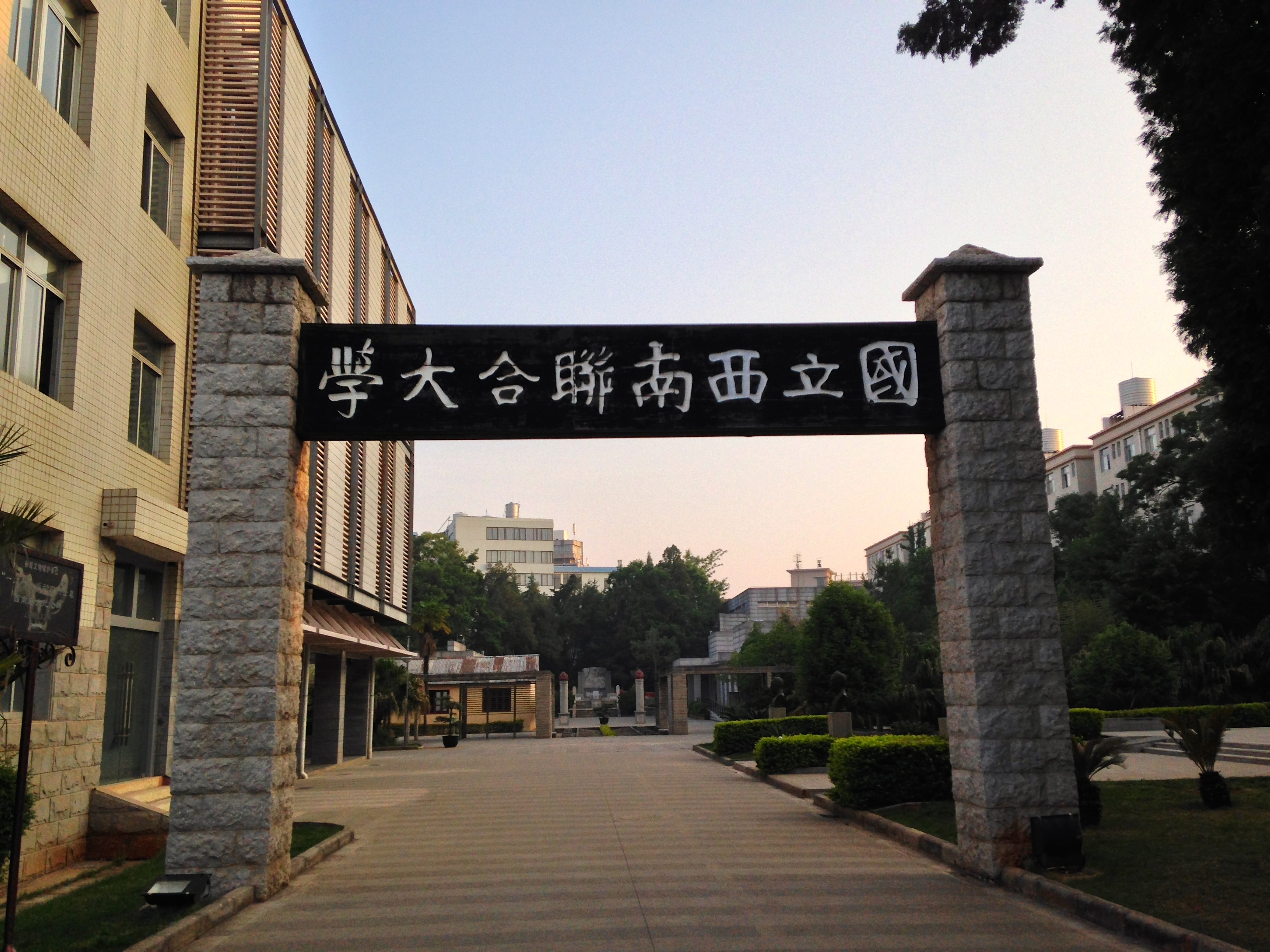
西南联合大学校门旧址，位于云南师范大学一二·一西南联大校区内

云南师范大学（英語：Yunnan Normal University），简称云师大，是一所位于云南省昆明市的师范类院校，为云南省省属重点师范大学。是中华人民共和国教育部和云南省人民政府“省部共建”高校、国家中西部基础能力提升工程重点建设百所高校之一。学校成立于1946年，前身為国立西南联合大学師範學院。
校园总面积3,030亩，建筑面积1,089,331平方米，有呈贡主校区和一二·一西南联大校区两个校区。其中一二·一西南联大校区占地383亩，房屋建筑面积247,615平米；呈贡主校区占地2,647亩，建筑物面积841,716平米。

## 校史

### 国立西南联合大学（西南聯大）
1937年日軍侵華，北京大学、清华大学、南开大学在湖南长沙岳麓山联合成立了国立长沙临时大学。1938年学校迁至云南，改名国立西南联合大学，西南联大下设文学院、理学院、工学院、法商学院，同年增设师范学院。1946年7月31日，西南联大宣布结束，三校分别迁回天津和北平复校。

### 國立昆明師範學院
1946年5月，三校迁回天津、北平后，国立西南联合大学师范学院整建制留在昆明独立办学，定名国立昆明师范学院。在西南联大的校址上建立。获得了一批珍贵图书。

### 昆明師範學院
1950年，改名为昆明师范学院。

### 雲南師範大學
1984年4月，更名为云南师范大学。1999年2月，云南教育学院、云南体育进修学院并入云南师范大学。2015年，部分下设学院进行了分拆和调整。
2021年2月2日，经中华人民共和国教育部批准，原属云南师范大学管理的独立学院云南师范大学文理学院脱离该校管理，并转设为民办普通高等学校昆明文理学院，由云南德慧科教开发有限公司全资持有。

## 院系设置
云南师范大学目前设有教育学部、法学与社会学学院、文学院、历史与行政学院、外国语学院、音乐舞蹈学院、美术学院、体育学院/高尔夫学院、云南华文学院、国际汉语教育学院、经济与管理学院、泛亚商学院/MBA教育中心、马克思主义学院、传媒学院、数学学院、物理与电子信息学院、化学化工学院、生命科学学院、信息学院、地理学部、能源与环境科学学院（太阳能研究所）、继续教育学院、职业技术教育学院/初荨教育学院、文理学院、商学院、云南纪检监察学院、云南西南联大干部教育学院。
附属单位和独立学院有：云南师范大学附属中学、云南师范大学附属小学、云南师范大学实验中学、云南民族中学、云南师范大学附属世纪金源学校、云南师范大学附属丘北中学、云南师范大学附属镇雄中学。

## 学校文化[6]
- 办学理念：综合集成发展 内涵特色兴校
- 办学文化：包容和合 君子风范
- 校训：刚毅坚卓
- 校歌：《西南联大校歌》
- 校风：学高身正 明德睿智
- 教风：启智树人
- 学风：尊师 崇真 敦品 励志
- 校花：玉兰
- 校树：楷木

## 著名人物
国立西南联合大学师范学院院长黄钰生。国立昆明师范学院院长查良钊。朱自清、罗常培、闻一多、杨振声、罗庸等先后任中文系系主任，唐兰、刘文典、王力、浦江清、游国恩、陈梦家、沈从文、余冠英、张清常等曾在国文系任教或开课。
1946年三校北返，数学家杨武之教授担任了国立昆明师范学院（现云南师范大学）首任数学系系主任，故有“云南师范大学数学学院的历史开始于西南联大师范学院数学系，开始于杨武之先生时代。”之说。2013年11月，杨武之教授纪念塑像在该校揭幕，其子著名物理学家杨振宁出席该仪式。

### 歷任院長、校長
國立西南聯合大學師範學院院長
- 黄钰生（1938年－1946年）

國立昆明師範學院院長
- 查良钊（1946年－1950年）

昆明師範學院院院長
- 方章（1952年10月－1966年5月）
- 江泉（1979年1月－1979年11月）
- 卢浚（1980年4月－1983年9月）

雲南師範大學校長
- 吴积才（1983年9月－1991年9月）
- 李存俊（1991年9月－1998年8月）
- 伊继东（1999年1月－2003年5月）
- 骆小所（2003年5月－2007年12月）
- 杨林（2007年12月－2014年12月）
- 蒋永文（2015年2月－2021年7月）
- 王德强（2021年7月－2024年4月）
- 胡金明（2024年4月－今）